# (Over)Kill Yr Idols
«(Over)Kill Yr Idols» es un sencillo de la banda Sonic Youth lanzado en vinilo septiembre de 1985 en Estados Unidos bajo el sello Forced Exposure. Su tirada fue de solo 1 246 copias. El diseño de la cubierta se debe a Raymond Pettibon.

## Lista de canciones
1. «Making The Nature Scene» (Lado A)
2. «"I Killed Christgau With My Big Fuckin' Dick» (Lado B)

Ambas canciones fueron grabadas en directo el 30 de octubre de 1983 en Berlín, Alemania.

## Grabados en el vinilo
- Lado A: «Kim Gordon rocks»
- Lado B: «sonic life + sonic death»